# Park Seung-ju
Park Seung-ju (koreanisch 박승주; * 15. September 1990 in Seoul) ist eine ehemalige südkoreanische Eisschnellläuferin.

## Werdegang
Park trat international erstmals bei den Juniorenweltmeisterschaften 2007 in Innsbruck in Erscheinung. Dort wurde sie Fünfte im Mehrkampf und gewann in der Teamverfolgung die Silbermedaille. In der Saison 2007/08 wurde sie bei den Juniorenweltmeisterschaften 2008 in Changchun Zehnte im Mehrkampf sowie Achte in der Teamverfolgung und bei den Einzelstreckenasienmeisterschaften 2008 in Harbin Zwölfte über 1500 m, Siebte über 500 m sowie Fünfte über 1000 m. In den folgenden Jahren kam sie bei den Einzelstreckenasienmeisterschaften 2011 in Harbin auf den siebten Platz über 500 m sowie auf den fünften Rang über 1000 m und gewann bei den Einzelstreckenasienmeisterschaften 2012 in Astana die Bronzemedaille über 1000 m sowie die Silbermedaille über 500 m. In der Saison 2012/13 nahm sie in Heerenveen erstmals am Eisschnelllauf-Weltcup teil, wobei sie in der B-Gruppe die Plätze 15 und 13 über 500 m errang und erreichte in Harbin mit dem 20. Platz über 1000 m ihr bestes Ergebnis im Weltcup. Beim Saisonhöhepunkt, den Einzelstreckenweltmeisterschaften 2013 in Sotschi, lief sie auf den 20. Platz über 1000 m. Nachdem sie in der Saison 2013/14 in Berlin ihren letzten Weltcup absolvierte, welchen sie in der B-Gruppe auf dem 12. Platz über 500 m beendete, holte sie bei der Winter-Universiade 2013 in Baselga di Piné die Silbermedaille über 500 m. Zudem wurde sie dort Vierte über 1000 m und errang bei der Sprintweltmeisterschaft 2014 in Nagano den 16. Platz. Beim Saisonhöhepunkt, den Olympischen Winterspielen 2014 in Sotschi, belegte sie den 31. Platz über 1000 m und den 26. Rang über 500 m.
Ihr Bruder Park Se-yeong war im Eisschnelllauf und ihre Schwester Park Seung-hi im Shorttrack aktiv.

## Erfolge

### Olympische Spiele
- 2014 Sotschi: 26. Platz 500 m, 31. Platz 1000 m

### Einzelstrecken-Weltmeisterschaften
- 2013 Sotschi: 20. Platz 1000 m

### Sprint-Weltmeisterschaften
- 2014 Nagano: 16. Platz Mehrkampf

### Asienmeisterschaften
- 2008 Harbin: 5. Platz 1000 m, 7. Platz 500 m, 12. Platz 1500 m
- 2011 Harbin: 5. Platz 1000 m, 7. Platz 500 m
- 2012 Astana: 2. Platz 500 m, 3. Platz 1000 m

## Persönliche Bestzeiten
| Disziplin | Zeit        | Datum              | Ort     |
| --------- | ----------- | ------------------ | ------- |
| 500 m     | 38,51 s     | 9. November 2013   | Calgary |
| 1000 m    | 1:16,40 min | 19. Januar 2013    | Calgary |
| 1500 m    | 2:03,42 min | 30. September 2006 | Calgary |
| 3000 m    | 4:38,44 min | 26. Dezember 2006  | Seoul   |